# Ridgeway (Nueva York)
Ridgeway es un pueblo ubicado en el condado de Orleans en el estado estadounidense de Nueva York. En el año 2000 tenía una población de 6,886 habitantes y una densidad poblacional de 53 personas por km².

## Geografía
Ridgeway se encuentra ubicado en las coordenadas 43°14′25″N 78°23′14″O / 43.24028, -78.38722.

## Demografía
Según la Oficina del Censo en 2000 los ingresos medios por hogar en la localidad eran de $35,206 y los ingresos medios por familia eran $41,696. Los hombres tenían unos ingresos medios de $33,189 frente a los $20,881 para las mujeres. La renta per cápita para la localidad era de $14,620. Alrededor del 14.4% de la población estaban por debajo del umbral de pobreza.